# 雅各布·范德克尔霍夫
雅各布·范德克尔霍夫（荷蘭語：Jacob van de Kerkhof，1995年10月12日—），荷兰男子赛艇运动员，2022年世界赛艇锦标赛男子八人单桨有舵手银牌得主、2023年世界赛艇锦标赛男子八人单桨有舵手银牌得主、2024年夏季奥林匹克运动会男子八人单桨有舵手银牌得主。